# Spodnja Korena
Spodnja Korena je naselje v Občini Duplek.